# Université de Des Moines
L'université de Des Moines (en anglais : Des Moines University) est une université américaine située à Des Moines dans l'Iowa, spécialisée dans la médecine ostéopathique.

## Source
- (en) Cet article est partiellement ou en totalité issu de l’article de Wikipédia en anglais intitulé « Des Moines University » (voir la liste des auteurs).